# Myiarchus phaeocephalus
El copetón tiznado (Myiarchus phaeocephalus), también denominado copetón de corona tiznada (en Perú), copetón coronitiznado (en Ecuador) o atrapamoscas de copete oscuro, es una especie de ave paseriforme de la familia Tyrannidae perteneciente al numeroso género Myiarchus. Es nativo del noroeste de América del Sur.

## Distribución y hábitat
Se distribuye por la pendiente del Pacífico desde el noroeste de Ecuador hacia el sur hasta el noroeste de Perú, donde se interioriza por el alto valle del río Marañón.
Esta especie es considerada poco común en sus hábitats naturales: los bosques caducifolios, matorrales áridos y clareras, desde el nivel del mar hasta los 1100m de altitud.

## Sistemática

### Descripción original
La especie M. phaeocephalus fue descrita por primera vez por el zoólogo británico Philip Lutley Sclater en 1860 bajo el mismo nombre científico; su localidad tipo es: «Babahoyo, Ecuador».

### Etimología
El nombre genérico masculino «Myiarchus» se compone de las palabras del griego «μυια muia, μυιας muias» que significa ‘mosca’, y «αρχος arkhos» que significa ‘jefe’; y el nombre de la especie «phaeocephalus», se compone de las palabras del griego «phaios» que significa ‘marrón’, ‘moreno’ y «kephalos» que significa ‘de cabeza’.

### Taxonomía
El análisis de las características morfológicas del ADN mitocondrial indica una afinidad cercana Myiarchus ferox y también con Myiarchus panamensis y Myiarchus venezuelensis, pero las relaciones más precisas dentro de ese grupo permanecen inciertas. Las subespecies se diferencian pobremente. La forma descrita Myiarchus toddi Chapman, 1923, del norte de Perú, se refiere a un individuo aberrante de la subespecie interior.

### Subespecies
Según las clasificaciones del Congreso Ornitológico Internacional (IOC) y Clements Checklist/eBird se reconocen dos subespecies, con su correspondiente distribución geográfica:
- Myiarchus phaeocephalus phaeocephalus P.L. Sclater, 1860 – oeste de Ecuador (al sur desde el noroeste de Esmeraldas y oeste de Pichincha) y noroeste de Perú (al sur hasta Lambayeque).
- Myiarchus phaeocephalus interior J.T. Zimmer, 1938 – extremo sureste de Ecuador (cerca de Zumba, en el sur de Zamora Chinchipe) y  norte de Perú (cuenca del alto río Marañón en el noreste de Cajamarca y  noroeste de Amazonas).